# Olof Palmes gata
La rue Olof Palme (en suédois : Olof Palmes gata) est une rue située dans le quartier de Norrmalm, à Stockholm, en Suède. Elle s'étend entre Sveavägen et la place du chemin de fer. Auparavant, la rue se nommait Tunnelgatan. L'ancien nom apparaît toujours sur la façade d'une maison abrégé Kv à l'angle de la rue Olof Palme / Sveavägen. À noter que la partie la plus étroite de la rue (celle située à l'est de Sveavägen) conduisant au tunnel Brunkeberg, tout proche de l'endroit où Olof Palme a été abattu, se nomme encore Tunnelgatan.

## Histoire
Après l'assassinat d'Olof Palme le 28 février 1986 à l'angle des rues Sveavägen et Tunnelgatan, la ville de Stockholm permet le renommage de Tunnelgatan en Olof Palmes gata en mémoire d'Olof Palme, Premier ministre suédois en fonction depuis le 8 octobre 1982 jusqu'à la date de son assassinat. Le changement de nom se fait assez rapidement. En avril 1986 déjà, la ville de Stockholm décide que la partie de Tunnelgatan située entre Sveavägen et la place du chemin de fer serait désormais renommée en Olof Palmes gata.